# Don Pedro
För andra betydelser, se Don Pedro (olika betydelser).

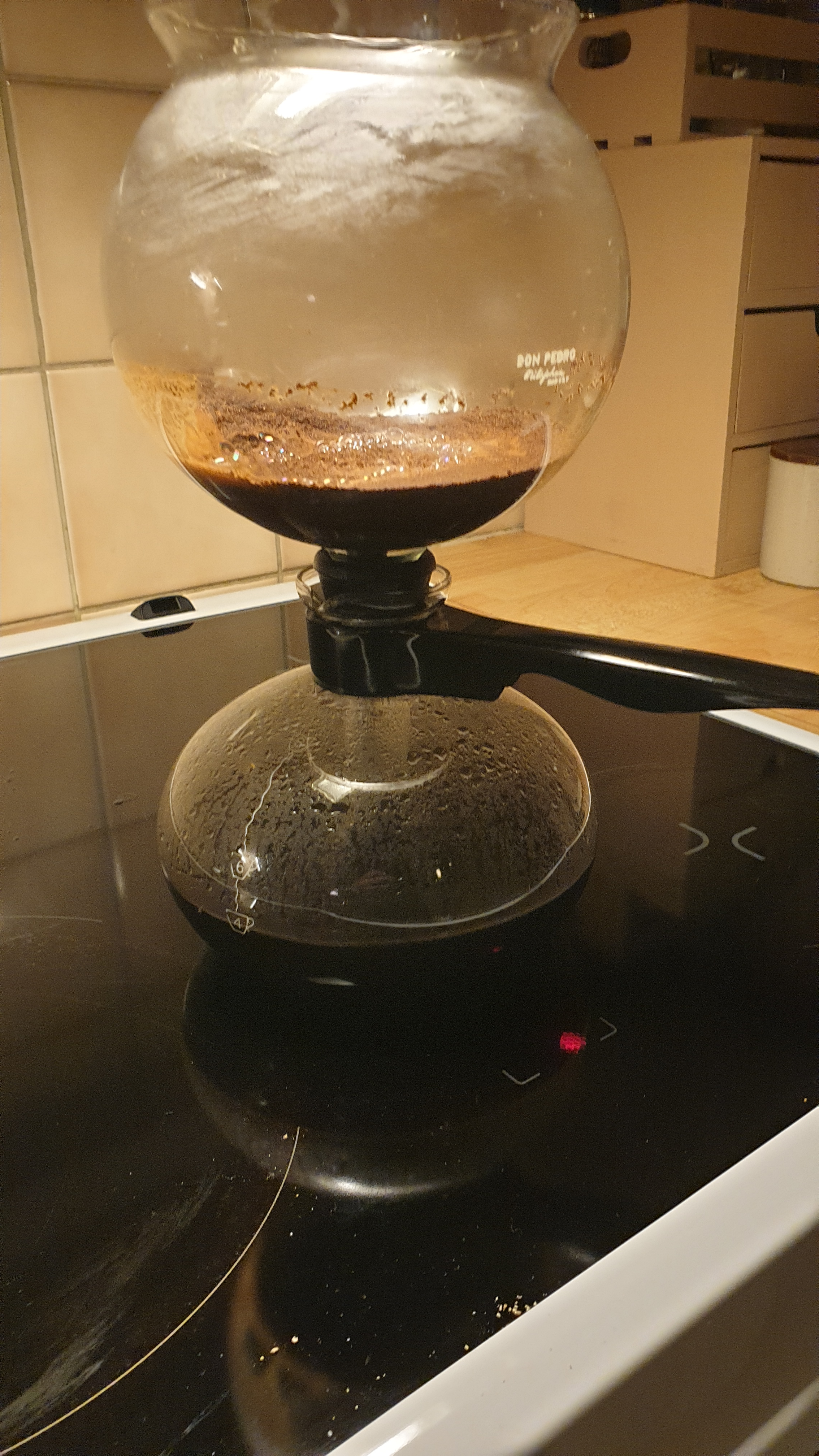
Don Pedro - kaffebryggning pågår.

Animation på metoden

Don Pedro, sifon eller vakuumkaffebryggare är en variant av kaffebryggare som använder sig av övertryck och undertryck för att brygga kaffet. I Sverige är Don Pedro ett varumärkesord för denna typ av bryggare.
Bryggaren består av två glaskärl: ett nedre och ett övre. Mellan dessa går det ett rör som är försett med ett kaffefilter av plast i form av en propp med radiella spår. Vid bryggning tillsätts kaffepulver i det övre kärlet och vatten i det nedre. När vattnet kokar, bildas ett övertryck i den undre behållaren och vattnet trycks upp till den övre behållaren där det blandas med det malda kaffet. När bryggaren avlägsnas från värmekällan, kyls nedre behållaren varvid ett undertryck uppstår. Kaffet sugs då genom filtrets rillor tillbaka till det nedre glaskärlet medan sumpen stannar kvar i det övre kärlet ovanpå proppen.
På 1840-talet tog fransyskan Marie Fanny Amlene Massot i Lyon patent på denna bryggmetod, men under namnet Madame Vassieux.
År 1959 lanserades Don Pedro i Sverige som "Nilsjohan Don Pedro". Den blev populär, både för smaken och sin underhållande bryggningsteknik. Glaskärlen var dock ömtåliga och den övre behållaren var speciellt utsatt vid disk.